# Batalla de Mogontiacum (406)
La batalla de Mogontiacum fue un suceso bélico ocurrido en el verano u otoño del año 406. Se enmarca dentro de la migración que llevó a alanos, vándalos y suevos hasta el Rin y su posterior invasión de la Galia. A pesar del nombre con el que se conoce, no sucedió junto a la ciudad de Mogontiacum —situada en la orilla izquierda del Rin, en territorio romano— sino en algún lugar del territorio de los francos que se extendía al otro lado del río.

## Antecedentes
En el año 406 los vándalos asdingos junto a un grupo de alanos dirigidos por Respendial iniciaron una emigración hacia el oeste que les llevaría hasta el Rin. Durante su camino se les unieron otros pueblos que vivían al norte del Danubio: suevos (marcomanos y cuados), otro grupo de alanos comandados por Goar y finalmente, los vándalos silingos. Todos entraron durante el verano en el territorio de los francos, en la parte sur del mismo que se situaba al norte del río Meno. Parece ser que se instalaron en campamentos diferentes: los alanos de Respendial junto al Rin, los asdingos  al este de aquellos y el resto, más al este de los anteriores.
En el margen derecho del Rin vivían tres pueblos: los francos, los burgundios y los alamanes. En esas décadas, los tres tenían acuerdos con los romanos mediante los cuales asumían la misión de defender la frontera imperial a cambio de subsidios y relaciones comerciales.

## La batalla
Los francos no estaban dispuestos a permitir que grupos extraños invadiesen su territorio y se asentasen en él, así que organizaron un ejército que se dirigió a su encuentro para expulsarlos.
El ataque fue sorpresivo ya que los invasores no pudieron reunirse para presentar una defensa conjunta. Los que recibieron la embestida fueron los vándalos asdingos. El ejército franco tuvo que tener mejores características y maniobrar más hábilmente ya que rápidamente inclinaron la batalla a su favor. El enfrentamiento llegó a un momento crítico cuando Godegisilio, el rey asdingo, cayó en combate aunque sus tropas no quisieron o no pudieron huir y continuaron con la lucha sufriendo cuantiosas bajas.
De alguna manera, al inicio de la batalla, la noticia llegó a los alanos de Respendial. Estos, que habían sido los iniciadores de la migración junto a los asdingos, organizaron rápidamente su ejército de caballería y se dirigieron a auxiliar a sus aliados. Las fuentes clásicas indican que, a su llegada, los asdingos estaban a punto de ser exterminados totalmente, lo que parece indicar que se encontraban rodeados por los francos sin tener posibilidad de huir. 
La carga de la caballería alana tuvo un gran éxito y consiguió que los francos levantaran el cerco y huyesen hacia sus bases en el norte aunque no consta que fuesen perseguidos por sus enemigos.

## Consecuencias
La derrota de los francos permitió a la coalición de invasores mantener sus campamentos sin que fuesen atacados durante los siguientes meses hasta que, durante la noche de fin de año, cruzaron el río para invadir el territorio romano.
Los asdingos habían sufrido tantas bajas en la batalla que perdieron la importancia que tenían dentro de la coalición. Esto se vio reflejado cinco años más tarde cuando, en el 411, los invasores se repartieron las provincias hispanas y les asignaron la provincia más pequeña y pobre —Gallaecia— que, además, tuvieron que compartir con los suevos.